# Italiens U/16-fodboldlandshold
Italiens U/16-fodboldlandshold er Italiens landshold for fodboldspillere, som er under 16 år og administreres af Federazione Italiana Giuoco Calcio (FIGC).